# UEFA 유로 2008 선수 명단
다음 목록은 스위스와 오스트리아에서 열린 UEFA 유로 2008에 참가한 각 국의 선수 명단이다. 이 대회는 2008년 6월 7일에 개막하여 2008년 6월 29일에 빈에서 열린 결승전으로 막을 내렸다.
다음은 UEFA 유로 2008에 참가 팀들의 선수 명단이다. 이 대회는 스위스와 오스트리아에서 6월 7일에 시작되어 6월 29일 빈에서 열린 결승전으로 막을 내렸다. 우승은 스페인이 차지했다.
각 참가국은 골키퍼 3명을 포함한 23인 최종 명단을 2008년 5월 28일까지 제출해야 했다. 선수단에서 첫 경기 전에 부상을 당해 대회에 참가할 수 없는 이탈자가 발생할 경우, 그를 대신할 다른 선수를 차출할 수 있었다.
모든 선수들의 출전 경기 수, 득점, 연령, 및 소속 구단은 대회 개막일인 2008년 6월 7일 기준으로 되어 있다.

## A조

### 스위스
감독: 쾨비 쿤
| 번호 | 위치 | 선수                   | 생년월일 (나이)        | 출전 | 득점 | 소속                      |
| ---- | ---- | ---------------------- | ---------------------- | ---- | ---- | ------------------------- |
| 1    | GK   | 디에고 베날리오        | 1983년 9월 8일(24세)   | 12   | 0    | 볼프스부르크              |
| 2    | DF   | 요안 주루              | 1987년 1월 18일(21세)  | 17   | 1    | 아스널                    |
| 3    | DF   | 뤼도빅 마냉            | 1979년 4월 20일(29세)  | 50   | 3    | 슈투트가르트              |
| 4    | DF   | 필리프 센데로스        | 1985년 2월 14일(23세)  | 28   | 3    | 아스널                    |
| 5    | DF   | 슈테판 리히트슈타이너  | 1984년 1월 16일(24세)  | 12   | 0    | 릴                        |
| 6    | MF   | 베냐민 후겔            | 1977년 7월 7일(30세)   | 25   | 0    | 바젤                      |
| 7    | MF   | 리카르도 카바나스      | 1979년 4월 29일(29세)  | 49   | 4    | 그라스호퍼                |
| 8    | MF   | 괴한 인레르            | 1984년 6월 27일(23세)  | 17   | 1    | 우디네세                  |
| 9    | FW   | 알렉산더 프라이 (주장) | 1979년 7월 15일(28세)  | 59   | 35   | 도르트문트                |
| 10   | MF   | 하칸 야킨              | 1977년 2월 22일(31세)  | 66   | 15   | 영 보이스                 |
| 11   | FW   | 마르코 슈트렐러        | 1981년 6월 26일(26세)  | 28   | 11   | 바젤                      |
| 12   | FW   | 에렌 데르디요크        | 1988년 6월 12일(19세)  | 3    | 1    | 바젤                      |
| 13   | DF   | 스테판 그리쉬탱        | 1979년 3월 29일(29세)  | 18   | 0    | 오세르                    |
| 14   | MF   | 다니엘 기각스          | 1981년 8월 28일(26세)  | 34   | 5    | 메스                      |
| 15   | MF   | 젤송 페르난데스        | 1986년 9월 2일(21세)   | 8    | 0    | 맨체스터 시티             |
| 16   | MF   | 트란퀼로 바르네타      | 1985년 5월 22일(23세)  | 32   | 6    | 레버쿠젠                  |
| 17   | DF   | 크리스토프 슈피허      | 1978년 3월 30일(30세)  | 39   | 0    | 아인트라흐트 프랑크푸르트 |
| 18   | GK   | 파스칼 추버뷜러        | 1971년 1월 8일(37세)   | 50   | 0    | 뇌샤텔 크사막스           |
| 19   | MF   | 발론 베흐라미          | 1985년 4월 19일(23세)  | 16   | 2    | 라치오                    |
| 20   | DF   | 파트리크 뮐러          | 1976년 12월 31일(31세) | 78   | 3    | 리옹                      |
| 21   | GK   | 엘딘 야쿠포비치        | 1984년 10월 2일(23세)  | 0    | 0    | 로코모티브 모스크바       |
| 22   | FW   | 요한 볼란텐            | 1986년 2월 1일(22세)   | 30   | 6    | 잘츠부르크                |
| 23   | DF   | 필리프 데겐            | 1983년 2월 25일(25세)  | 30   | 0    | 도르트문트                |

### 체코
감독 : 카렐 브뤼크네르
| 번호 | 위치 | 선수                     | 생년월일 (나이)        | 출전 | 득점 | 소속                |
| ---- | ---- | ------------------------ | ---------------------- | ---- | ---- | ------------------- |
| 1    | GK   | 페트르 체흐              | 1982년 5월 20일(26세)  | 59   | 0    | 첼시                |
| 2    | DF   | 즈데네크 그리게라        | 1980년 5월 14일(28세)  | 53   | 2    | 유벤투스            |
| 3    | MF   | 얀 폴라크                | 1981년 3월 14일(27세)  | 38   | 6    | 안데를레흐트        |
| 4    | MF   | 토마시 갈라세크          | 1973년 1월 15일(35세)  | 66   | 1    | 뉘른베르크          |
| 5    | DF   | 라도슬라프 코바치        | 1979년 11월 27일(28세) | 23   | 1    | 스파르타크 모스크바 |
| 6    | DF   | 마레크 얀쿨로프스키      | 1977년 5월 9일(31세)   | 64   | 10   | 밀란                |
| 7    | MF   | 리보르 시온코            | 1977년 2월 1일(31세)   | 30   | 6    | 쾨벤하운            |
| 8    | FW   | 마르틴 페닌              | 1987년 4월 16일(21세)  | 5    | 0    | 프랑크푸르트        |
| 9    | FW   | 얀 콜레르                | 1973년 3월 30일(35세)  | 87   | 54   | 뉘른베르크          |
| 10   | FW   | 바츨라프 스베르코시      | 1983년 11월 1일(24세)  | 2    | 0    | 바닉 오스트라바     |
| 11   | FW   | 스타니슬라프 블체크      | 1976년 2월 26일(32세)  | 10   | 0    | 안데를레흐트        |
| 12   | DF   | 즈데네크 포스페흐        | 1978년 12월 14일(29세) | 8    | 0    | 쾨벤하운            |
| 13   | DF   | 미할 카들레츠            | 1984년 12월 13일(23세) | 6    | 1    | 스파르타 프라하     |
| 14   | MF   | 다비트 야롤림            | 1979년 5월 17일(29세)  | 16   | 1    | 함부르크            |
| 15   | FW   | 밀란 바로시              | 1981년 10월 28일(26세) | 64   | 31   | 리옹                |
| 16   | GK   | 야로미르 블라제크        | 1972년 12월 29일(35세) | 14   | 0    | 뉘른베르크          |
| 17   | MF   | 마레크 마테요프스키      | 1981년 12월 20일(26세) | 10   | 1    | 레딩                |
| 18   | MF   | 토마시 시보크            | 1983년 9월 15일(24세)  | 6    | 0    | 우디네세 칼초       |
| 19   | MF   | 루돌프 스카첼            | 1979년 7월 17일(28세)  | 5    | 1    | 사우샘프턴          |
| 20   | MF   | 야로슬라프 플라실        | 1982년 1월 5일(26세)   | 37   | 2    | 오사수나            |
| 21   | DF   | 토마시 우이팔루시 (주장) | 1978년 3월 24일(30세)  | 68   | 2    | 피오렌티나          |
| 22   | DF   | 다비트 로제날            | 1980년 7월 5일(27세)   | 45   | 0    | 뉴캐슬 유나이티드   |
| 23   | GK   | 다니엘 지트카            | 1975년 6월 20일(32세)  | 1    | 0    | 안데를레흐트        |

### 튀르키예
감독: 파티흐 테림
| 번호 | 위치 | 선수                  | 생년월일 (나이)        | 출전 | 득점 | 소속              |
| ---- | ---- | --------------------- | ---------------------- | ---- | ---- | ----------------- |
| 1    | GK   | 뤼슈튀 레치베르       | 1973년 5월 10일(35세)  | 116  | 0    | 베식타시          |
| 2    | DF   | 세르베트 체틴         | 1981년 3월 17일(27세)  | 29   | 1    | 갈라타사라이      |
| 3    | DF   | 하칸 발타             | 1983년 3월 23일(25세)  | 8    | 1    | 갈라타사라이      |
| 4    | DF   | 괴크한 잔             | 1981년 9월 7일(26세)   | 19   | 0    | 베식타시          |
| 5    | MF   | 엠레 벨뢰졸루 (주장)  | 1980년 9월 7일(27세)   | 56   | 4    | 뉴캐슬 유나이티드 |
| 6    | MF   | 메흐멧 토팔           | 1986년 3월 3일(22세)   | 5    | 0    | 갈라타사라이      |
| 7    | MF   | 메흐멧 아우렐리우     | 1977년 12월 15일(30세) | 19   | 1    | 페네르바흐체      |
| 8    | FW   | 니하트 카흐베지       | 1979년 12월 23일(28세) | 54   | 15   | 비야레알          |
| 9    | FW   | 세미흐 셴튀르크       | 1983년 4월 29일(25세)  | 4    | 1    | 페네르바흐체      |
| 10   | FW   | 괴크데니즈 카라데니즈 | 1980년 1월 11일(28세)  | 46   | 6    | 루빈 카잔         |
| 11   | MF   | 튀메르 메틴           | 1974년 10월 14일(33세) | 23   | 7    | AEL               |
| 12   | GK   | 톨가 젱긴             | 1983년 10월 10일(24세) | 2    | 0    | 트라브존스포르    |
| 13   | DF   | 엠레 귕괴르           | 1984년 8월 1일(23세)   | 1    | 0    | 갈라타사라이      |
| 14   | MF   | 아르다 투란           | 1987년 1월 30일(21세)  | 18   | 1    | 갈라타사라이      |
| 15   | DF   | 엠레 아시으크         | 1973년 12월 13일(34세) | 27   | 2    | 갈라타사라이      |
| 16   | DF   | 우우르 보랄           | 1982년 4월 14일(26세)  | 8    | 0    | 페네르바흐체      |
| 17   | FW   | 툰자이 샨르           | 1982년 1월 16일(26세)  | 54   | 15   | 미들즈브러        |
| 18   | MF   | 콜린 카즘-리처즈      | 1986년 8월 26일(21세)  | 2    | 0    | 페네르바흐체      |
| 19   | MF   | 아이한 아크만         | 1977년 2월 23일(31세)  | 10   | 1    | 갈라타사라이      |
| 20   | MF   | 사브리 사르올루       | 1984년 7월 26일(23세)  | 13   | 1    | 갈라타사라이      |
| 21   | FW   | 메블뤼트 에르딘츠     | 1987년 2월 25일(21세)  | 4    | 0    | 소쇼              |
| 22   | MF   | 하미트 알튼토프       | 1982년 12월 8일(25세)  | 42   | 2    | 바이에른 뮌헨     |
| 23   | GK   | 볼칸 데미렐           | 1981년 10월 27일(26세) | 21   | 0    | 페네르바흐체      |

### 포르투갈
감독:  루이스 펠리피 스콜라리
킹 실바는 부상으로 인해 선수 명단에서 제외되었고, 6월 6일에 그 자리는 누누가 대신했다.
| 번호 | 위치 | 선수                | 생년월일 (나이)        | 출전 | 득점 | 소속                |
| ---- | ---- | ------------------- | ---------------------- | ---- | ---- | ------------------- |
| 1    | GK   | 히카르두            | 1976년 2월 11일(32세)  | 75   | 0    | 베티스              |
| 2    | DF   | 파울루 페헤이라     | 1979년 1월 18일(29세)  | 47   | 0    | 첼시                |
| 3    | DF   | 브루누 알베스       | 1981년 11월 27일(26세) | 11   | 1    | 포르투              |
| 4    | DF   | 조제 보싱와         | 1982년 8월 24일(25세)  | 8    | 0    | 포르투              |
| 5    | DF   | 페르난두 메이라     | 1978년 6월 5일(30세)   | 49   | 2    | 슈투트가르트        |
| 6    | MF   | 하울 메이렐르스     | 1983년 3월 17일(25세)  | 9    | 0    | 포르투              |
| 7    | FW   | 크리스티아누 호날두 | 1985년 2월 5일(23세)   | 55   | 20   | 맨체스터 유나이티드 |
| 8    | MF   | 프티                | 1976년 9월 25일(31세)  | 54   | 4    | 벤피카              |
| 9    | FW   | 우구 알메이다       | 1984년 5월 23일(24세)  | 9    | 2    | 베르더 브레멘       |
| 10   | MF   | 조앙 모티뉴         | 1986년 9월 9일(21세)   | 13   | 1    | 스포르팅 리스본     |
| 11   | FW   | 시망 사브로자       | 1979년 10월 31일(28세) | 61   | 15   | 아틀레티코 마드리드 |
| 12   | GK   | 누누                | 1974년 1월 25일(34세)  | 0    | 0    | 포르투              |
| 13   | DF   | 미겔 몬테이루       | 1980년 1월 4일(28세)   | 47   | 1    | 발렌시아            |
| 14   | DF   | 조르즈 히베이루     | 1981년 11월 9일(26세)  | 8    | 0    | 보아비스타          |
| 15   | DF   | 페페                | 1983년 2월 26일(25세)  | 3    | 0    | 레알 마드리드       |
| 16   | DF   | 히카르두 카르발류   | 1978년 5월 18일(30세)  | 43   | 4    | 첼시                |
| 17   | FW   | 히카르두 쿠아레즈마 | 1983년 9월 26일(24세)  | 21   | 2    | 포르투              |
| 18   | MF   | 미겔 벨로주         | 1986년 5월 11일(22세)  | 6    | 0    | 스포르팅 리스본     |
| 19   | FW   | 나니                | 1986년 11월 17일(21세) | 13   | 2    | 맨체스터 유나이티드 |
| 20   | MF   | 데쿠                | 1977년 8월 27일(30세)  | 53   | 3    | 바르셀로나          |
| 21   | FW   | 누누 고메스 (주장)  | 1976년 7월 5일(31세)   | 69   | 28   | 벤피카              |
| 22   | GK   | 후이 파트리시우     | 1988년 2월 15일(20세)  | 0    | 0    | 스포르팅 리스본     |
| 23   | FW   | 엘데르 포스티가     | 1982년 8월 2일(25세)   | 32   | 10   | 포르투              |

## B조

### 독일
감독: 요아힘 뢰프
| 번호 | 위치 | 선수                    | 생년월일 (나이)        | 출전 | 득점 | 소속           |
| ---- | ---- | ----------------------- | ---------------------- | ---- | ---- | -------------- |
| 1    | GK   | 옌스 레만               | 1969년 11월 10일(38세) | 55   | 0    | 아스널         |
| 2    | DF   | 마르첼 얀젠             | 1985년 11월 4일(22세)  | 22   | 1    | 바이에른 뮌헨  |
| 3    | DF   | 아르네 프리드리히       | 1979년 5월 29일(29세)  | 57   | 0    | 헤르타 베를린  |
| 4    | DF   | 클레멘스 프리츠         | 1980년 12월 7일(27세)  | 14   | 2    | 베르더 브레멘  |
| 5    | DF   | 하이코 베스테르만       | 1983년 8월 14일(24세)  | 3    | 0    | 샬케 04        |
| 6    | MF   | 지몬 롤페스             | 1982년 1월 21일(26세)  | 10   | 0    | 레버쿠젠       |
| 7    | MF   | 바스티안 슈바인슈타이거 | 1984년 8월 1일(23세)   | 51   | 13   | 바이에른 뮌헨  |
| 8    | MF   | 토르스텐 프링스         | 1976년 11월 22일(31세) | 72   | 10   | 베르더 브레멘  |
| 9    | FW   | 마리오 고메스           | 1985년 7월 10일(22세)  | 10   | 6    | 슈투트가르트   |
| 10   | FW   | 올리버 뇌빌             | 1973년 5월 1일(35세)   | 68   | 10   | 묀헨글라트바흐 |
| 11   | FW   | 미로슬라프 클로제       | 1978년 6월 9일(29세)   | 75   | 39   | 바이에른 뮌헨  |
| 12   | GK   | 로베르트 엥케           | 1977년 8월 24일(30세)  | 1    | 0    | 하노버 96      |
| 13   | MF   | 미하엘 발라크 (주장)    | 1976년 9월 26일(31세)  | 81   | 36   | 첼시           |
| 14   | MF   | 피오트르 트로호프스키   | 1984년 3월 22일(24세)  | 12   | 0    | 함부르크       |
| 15   | MF   | 토마스 히츨슈페르거     | 1982년 4월 5일(26세)   | 33   | 5    | 슈투트가르트   |
| 16   | DF   | 필리프 람               | 1983년 11월 11일(24세) | 41   | 2    | 바이에른 뮌헨  |
| 17   | DF   | 페어 메르테자커         | 1984년 9월 29일(23세)  | 43   | 1    | 베르더 브레멘  |
| 18   | MF   | 팀 보로프스키           | 1980년 5월 2일(28세)   | 31   | 2    | 베르더 브레멘  |
| 19   | MF   | 다비트 오동코어         | 1984년 2월 21일(24세)  | 15   | 1    | 베티스         |
| 20   | FW   | 루카스 포돌스키         | 1985년 6월 4일(23세)   | 48   | 25   | 바이에른 뮌헨  |
| 21   | DF   | 크리스토프 메첼더       | 1980년 11월 5일(27세)  | 41   | 0    | 레알 마드리드  |
| 22   | FW   | 케빈 쿠라니             | 1982년 3월 2일(26세)   | 47   | 19   | 샬케 04        |
| 23   | GK   | 레네 아들러             | 1985년 5월 15일(23세)  | 0    | 0    | 레버쿠젠       |

### 오스트리아
감독: 요제프 히커스베르거
| 번호 | 위치 | 선수                       | 생년월일 (나이)        | 출전 | 득점 | 소속                |
| ---- | ---- | -------------------------- | ---------------------- | ---- | ---- | ------------------- |
| 1    | GK   | 알렉스 마닝거              | 1977년 6월 4일(31세)   | 27   | 0    | 시에나              |
| 2    | MF   | 요아힘 슈탄트페슈트        | 1980년 5월 30일(28세)  | 30   | 2    | 아우스트리아 빈     |
| 3    | DF   | 마르틴 슈트란츨            | 1980년 6월 16일(27세)  | 45   | 2    | 스파르타크 모스크바 |
| 4    | DF   | 에마누엘 포가테츠          | 1983년 1월 16일(25세)  | 27   | 1    | 미들즈브러          |
| 5    | MF   | 크리스티안 푸흐스          | 1986년 4월 7일(22세)   | 17   | 0    | 마터스부르크        |
| 6    | MF   | 레네 아우프하우저          | 1976년 6월 21일(31세)  | 51   | 11   | 잘츠부르크          |
| 7    | MF   | 이비차 바스티치            | 1969년 9월 29일(38세)  | 48   | 13   | LASK                |
| 8    | MF   | 크리스토프 라이트게프      | 1985년 4월 14일(23세)  | 19   | 0    | 잘츠부르크          |
| 9    | FW   | 롤란트 린츠                | 1981년 8월 9일(26세)   | 32   | 7    | 브라가              |
| 10   | MF   | 안드레아스 이반시츠 (주장) | 1983년 10월 15일(24세) | 39   | 6    | 잘츠부르크          |
| 11   | MF   | 위미트 코르크마즈          | 1985년 9월 17일(22세)  | 2    | 0    | 라피트 빈           |
| 12   | DF   | 로날트 게르찰리우          | 1986년 2월 12일(22세)  | 11   | 0    | 잘츠부르크          |
| 13   | DF   | 마르쿠스 카처              | 1979년 12월 11일(28세) | 11   | 0    | 라피트 빈           |
| 14   | DF   | 죄르지 가리치              | 1984년 3월 8일(24세)   | 12   | 1    | 나폴리              |
| 15   | DF   | 제바스티안 프뢰들          | 1987년 6월 21일(20세)  | 10   | 2    | 슈투름 그라츠       |
| 16   | DF   | 위르겐 파토카              | 1977년 7월 30일(30세)  | 2    | 0    | 라피트 빈           |
| 17   | DF   | 마르틴 히덴                | 1973년 3월 11일(35세)  | 49   | 1    | 라피트 빈           |
| 18   | FW   | 로만 키나스트              | 1984년 3월 29일(24세)  | 6    | 1    | 하마르카메라테네    |
| 19   | MF   | 위르겐 조이멜              | 1984년 9월 8일(23세)   | 11   | 0    | 슈투름 그라츠       |
| 20   | FW   | 마르틴 하르니크            | 1987년 6월 10일(20세)  | 8    | 2    | 베르더 브레멘       |
| 21   | GK   | 위르겐 마호                | 1977년 8월 24일(30세)  | 14   | 0    | AEK                 |
| 22   | FW   | 에르빈 호퍼                | 1987년 4월 14일(21세)  | 4    | 0    | 라피트 빈           |
| 23   | GK   | 라마잔 외즈잔              | 1984년 6월 28일(23세)  | 0    | 0    | 잘츠부르크          |

### 크로아티아
감독: 슬라벤 빌리치
| 번호 | 위치 | 선수               | 생년월일 (나이)        | 출전 | 득점 | 소속                |
| ---- | ---- | ------------------ | ---------------------- | ---- | ---- | ------------------- |
| 1    | GK   | 스티페 플레티코사  | 1979년 1월 8일(29세)   | 69   | 0    | 스파르타크 모스크바 |
| 2    | DF   | 다리오 시미치      | 1975년 11월 12일(32세) | 98   | 3    | 밀란                |
| 3    | DF   | 요시프 시무니치    | 1978년 2월 18일(30세)  | 62   | 3    | 헤르타 베를린       |
| 4    | DF   | 로베르트 코바치    | 1974년 4월 6일(34세)   | 74   | 0    | 도르트문트          |
| 5    | DF   | 베드란 촐루카      | 1986년 2월 5일(22세)   | 20   | 0    | 맨체스터 시티       |
| 6    | DF   | 흐르보예 베이치    | 1977년 6월 8일(30세)   | 2    | 0    | 톰 톰스크           |
| 7    | MF   | 이반 라키티치      | 1988년 5월 10일(20세)  | 8    | 1    | 샬케 04             |
| 8    | MF   | 오그넨 부코예비치  | 1983년 12월 20일(24세) | 5    | 1    | 디나모 자그레브     |
| 9    | FW   | 니콜라 칼리니치    | 1988년 1월 5일(20세)   | 1    | 0    | 하이두크 스플리트   |
| 10   | MF   | 니코 코바치 (주장) | 1971년 10월 15일(36세) | 77   | 14   | 잘츠부르크          |
| 11   | MF   | 다리요 스르나      | 1982년 5월 1일(26세)   | 55   | 15   | 샤흐타르 도네츠크   |
| 12   | GK   | 마리오 갈리노비치  | 1976년 11월 15일(31세) | 2    | 0    | 파나티나이코스      |
| 13   | MF   | 니콜라 포크리바치  | 1985년 11월 26일(22세) | 1    | 0    | 모나코              |
| 14   | MF   | 루카 모드리치      | 1985년 9월 9일(22세)   | 26   | 3    | 디나모 자그레브     |
| 15   | DF   | 다리오 크네제비치  | 1982년 4월 20일(26세)  | 7    | 1    | 리보르노            |
| 16   | MF   | 예르코 레코        | 1980년 4월 9일(28세)   | 52   | 2    | 모나코              |
| 17   | FW   | 이반 클라스니치    | 1980년 1월 29일(28세)  | 29   | 8    | 베르더 브레멘       |
| 18   | FW   | 이비차 올리치      | 1979년 9월 14일(28세)  | 54   | 9    | 함부르크            |
| 19   | MF   | 니코 크란차르      | 1984년 8월 13일(23세)  | 41   | 7    | 포츠머스            |
| 20   | FW   | 이고르 부단        | 1980년 4월 22일(28세)  | 5    | 0    | 파르마              |
| 21   | FW   | 믈라덴 페트리치    | 1981년 1월 1일(27세)   | 24   | 9    | 도르트문트          |
| 22   | MF   | 다니옐 프라니치    | 1981년 12월 2일(26세)  | 11   | 0    | 헤이렌베인          |
| 23   | GK   | 베드란 루네        | 1976년 2월 10일(32세)  | 4    | 0    | 랑스                |

### 폴란드
감독:  레오 베인하커르
야쿠프 브와슈치코프스키는 6월 5일에 서혜부 부상을 당해 선수 명단에서 제외되었고, 그의 자리는 우카시 피슈체크가 대신했다. 토마시 쿠슈차크는 6월 6일에 등 부상을 당해 선수 명단에서 제외되었다. 그의 자리는 보이치에흐 코발레프스키가 대체했다.
| 번호 | 위치 | 선수                       | 생년월일 (나이)        | 출전 | 득점 | 소속                  |
| ---- | ---- | -------------------------- | ---------------------- | ---- | ---- | --------------------- |
| 1    | GK   | 아르투르 보루츠            | 1980년 2월 20일(28세)  | 34   | 0    | 셀틱                  |
| 2    | DF   | 마리우시 요프              | 1978년 3월 8일(30세)   | 24   | 0    | 모스크바              |
| 3    | DF   | 야쿠프 바브지니아크        | 1983년 7월 7일(24세)   | 11   | 0    | 레기아 바르샤바       |
| 4    | DF   | 파베우 골란스키            | 1982년 10월 12일(25세) | 10   | 1    | 스테아우아 부쿠레슈티 |
| 5    | MF   | 다리우시 두트카            | 1983년 9월 9일(24세)   | 26   | 2    | 비스와 크라쿠프       |
| 6    | DF   | 야체크 봉크                | 1973년 3월 24일(35세)  | 94   | 3    | 아우스트리아 빈       |
| 7    | FW   | 에우제비우시 스몰라레크    | 1981년 1월 9일(27세)   | 31   | 13   | 라싱 산탄데르         |
| 8    | MF   | 야체크 크지누베크          | 1976년 5월 15일(32세)  | 79   | 15   | 볼프스부르크          |
| 9    | FW   | 마치에이 주라프스키 (주장) | 1976년 9월 11일(31세)  | 71   | 17   | AEL                   |
| 10   | MF   | 우카시 가르구와            | 1981년 2월 25일(27세)  | 12   | 1    | 베우하투프            |
| 11   | FW   | 마레크 사가노프스키        | 1978년 10월 31일(29세) | 23   | 3    | 사우샘프턴            |
| 12   | GK   | 보이치에흐 코발레프스키    | 1977년 5월 11일(31세)  | 10   | 0    | 코로나 키엘체         |
| 13   | DF   | 마르친 바실레프스키        | 1980년 6월 9일(27세)   | 27   | 1    | 안데를레흐트          |
| 14   | DF   | 미하우 제브와코프          | 1976년 4월 22일(32세)  | 76   | 2    | 올림피아코스          |
| 15   | MF   | 미하우 파즈단              | 1987년 9월 21일(20세)  | 5    | 0    | 구르니크 자브제       |
| 16   | MF   | 우카시 피슈체크            | 1985년 6월 3일(23세)   | 3    | 0    | 헤르타 베를린         |
| 17   | MF   | 보이치에흐 워보진스키      | 1982년 10월 20일(25세) | 16   | 2    | 비스와 크라쿠프       |
| 18   | MF   | 마리우시 레반도프스키      | 1979년 5월 18일(29세)  | 47   | 3    | 샤흐타르 도네츠크     |
| 19   | MF   | 라파우 무라프스키          | 1981년 10월 9일(26세)  | 9    | 1    | 레흐 포즈난           |
| 20   | MF   | 호제르 게헤이루            | 1982년 5월 25일(26세)  | 2    | 0    | 레기아 바르샤바       |
| 21   | FW   | 토마시 자호르스키          | 1984년 11월 22일(23세) | 9    | 1    | 구르니크 자브제       |
| 22   | GK   | 우카시 파비안스키          | 1985년 4월 18일(23세)  | 8    | 0    | 아스널                |
| 23   | DF   | 아담 코코슈카              | 1986년 10월 6일(21세)  | 7    | 2    | 비스와 크라쿠프       |

## C조

### 네덜란드
감독: 마르코 판 바스턴
라이안 바벌은 5월 31일에 훈련 중에 부상을 당해 네덜란드 선수 명단에서 제외되었고, 그의 자리는 할리드 불라루즈가 대신했다.
| 번호 | 위치 | 선수                       | 생년월일 (나이)        | 출전 | 득점 | 소속                |
| ---- | ---- | -------------------------- | ---------------------- | ---- | ---- | ------------------- |
| 1    | GK   | 에드빈 판 데르 사르 (주장) | 1970년 10월 29일(37세) | 125  | 0    | 맨체스터 유나이티드 |
| 2    | DF   | 안드레 오이여르            | 1974년 6월 11일(33세)  | 37   | 2    | 블랙번 로버스       |
| 3    | DF   | 욘 헤이팅아                | 1983년 11월 15일(24세) | 36   | 5    | 아약스              |
| 4    | DF   | 요리스 마테이선            | 1980년 4월 5일(28세)   | 32   | 2    | 함부르크            |
| 5    | MF   | 지오바니 판 브롱크호르스트 | 1975년 2월 5일(33세)   | 78   | 4    | 페예노르트          |
| 6    | MF   | 데미 더 제이우             | 1983년 5월 26일(25세)  | 15   | 0    | AZ                  |
| 7    | FW   | 로빈 판 페르시             | 1983년 8월 6일(24세)   | 24   | 7    | 아스널              |
| 8    | MF   | 올란도 엥헬라르            | 1979년 8월 24일(28세)  | 6    | 0    | 트벤터              |
| 9    | FW   | 뤼트 판 니스텔로이         | 1976년 7월 1일(31세)   | 61   | 31   | 레알 마드리드       |
| 10   | MF   | 베슬리 스네이더르          | 1984년 6월 9일(23세)   | 45   | 9    | 레알 마드리드       |
| 11   | FW   | 아르연 로번                | 1984년 1월 23일(24세)  | 33   | 9    | 레알 마드리드       |
| 12   | DF   | 마리오 멜히오트            | 1976년 11월 4일(31세)  | 21   | 0    | 위건 애슬레틱       |
| 13   | GK   | 헹크 티머르                | 1971년 12월 3일(36세)  | 5    | 0    | 페예노르트          |
| 14   | DF   | 빌프레트 바우마            | 1978년 6월 15일(29세)  | 33   | 2    | 애스턴 빌라         |
| 15   | DF   | 팀 더 클레르               | 1978년 11월 8일(29세)  | 15   | 0    | 페예노르트          |
| 16   | GK   | 마르턴 스테켈렌뷔르흐      | 1982년 9월 22일(25세)  | 11   | 0    | 아약스              |
| 17   | MF   | 나이젤 더 용               | 1984년 11월 30일(23세) | 23   | 0    | 함부르크            |
| 18   | FW   | 디르크 카윗                | 1980년 6월 22일(27세)  | 38   | 7    | 리버풀              |
| 19   | FW   | 클라스-얀 휜텔라르         | 1983년 8월 12일(24세)  | 12   | 7    | 아약스              |
| 20   | MF   | 이브라힘 아펠라이          | 1986년 4월 2일(22세)   | 5    | 0    | PSV                 |
| 21   | DF   | 할리드 불라루즈            | 1981년 12월 28일(26세) | 22   | 0    | 첼시                |
| 22   | FW   | 얀 페네호르 오프 헤셀링크  | 1978년 11월 7일(29세)  | 16   | 3    | 셀틱                |
| 23   | MF   | 라파엘 판 데르 파르트      | 1983년 2월 11일(25세)  | 55   | 12   | 함부르크            |

### 루마니아
감독: 빅토르 피추르커
| 번호 | 위치 | 선수                    | 생년월일 (나이)        | 출전 | 득점 | 소속                     |
| ---- | ---- | ----------------------- | ---------------------- | ---- | ---- | ------------------------ |
| 1    | GK   | 보그단 로본츠           | 1978년 1월 18일(30세)  | 63   | 0    | 디나모 부쿠레슈티        |
| 2    | DF   | 코스민 콘트라           | 1975년 12월 15일(32세) | 63   | 7    | 헤타페                   |
| 3    | DF   | 러즈반 라츠             | 1981년 5월 26일(27세)  | 48   | 1    | 샤흐타르 도네츠크        |
| 4    | DF   | 가브리엘 타마슈         | 1983년 11월 9일(24세)  | 32   | 2    | 오세르                   |
| 5    | DF   | 크리스티안 키부 (주장)  | 1980년 10월 26일(27세) | 59   | 3    | 인테르나치오날레         |
| 6    | MF   | 미렐 러도이             | 1981년 3월 22일(27세)  | 43   | 1    | 스테아우아 부쿠레슈티    |
| 7    | MF   | 플로렌틴 페트레         | 1976년 1월 15일(32세)  | 50   | 5    | CSKA 소피아              |
| 8    | MF   | 파울 코드레아           | 1981년 4월 4일(27세)   | 33   | 1    | 시에나                   |
| 9    | FW   | 치프리안 마리카         | 1985년 10월 2일(22세)  | 24   | 8    | 슈투트가르트             |
| 10   | FW   | 아드리안 무투           | 1979년 1월 8일(29세)   | 61   | 28   | 피오렌티나               |
| 11   | MF   | 러즈반 코치슈           | 1983년 2월 19일(25세)  | 21   | 1    | 로코모티프 모스크바      |
| 12   | GK   | 마리우스 포파           | 1978년 7월 31일(29세)  | 2    | 0    | 폴리테흐니카 티미쇼아라  |
| 13   | DF   | 크리스티안 서푸나루     | 1984년 4월 5일(24세)   | 1    | 0    | 라피드 부쿠레슈티        |
| 14   | DF   | 소린 기오네아           | 1979년 5월 11일(29세)  | 10   | 1    | 스테아우아 부쿠레슈티    |
| 15   | DF   | 도린 고이안             | 1980년 12월 12일(27세) | 19   | 3    | 스테아우아 부쿠레슈티    |
| 16   | MF   | 버넬 니콜리처           | 1985년 1월 7일(23세)   | 20   | 1    | 스테아우아 부쿠레슈티    |
| 17   | DF   | 코스민 모치             | 1984년 12월 3일(23세)  | 2    | 0    | 디나모 부쿠레슈티        |
| 18   | FW   | 마리우스 니쿨라에       | 1981년 5월 16일(27세)  | 30   | 13   | 인버네스 캘리도니언 시슬 |
| 19   | MF   | 아드리안 크리스테아     | 1983년 11월 30일(24세) | 6    | 0    | 디나모 부쿠레슈티        |
| 20   | MF   | 니콜라에 디커           | 1980년 5월 9일(28세)   | 25   | 8    | 스테아우아 부쿠레슈티    |
| 21   | FW   | 다니엘 니쿨라에         | 1982년 10월 6일(25세)  | 22   | 5    | 오세르                   |
| 22   | DF   | 슈테판 라두             | 1986년 10월 22일(21세) | 8    | 0    | 디나모 부쿠레슈티        |
| 23   | GK   | 에두아르드 스턴치오이우 | 1981년 3월 3일(27세)   | 1    | 0    | 클루지                   |

### 이탈리아
감독: 로베르토 도나도니
파비오 칸나바로는 6월 2일에 훈련 중 부상을 당해 이탈리아 선수 명단에서 제외되었고, 그의 자리는 알레산드로 감베리니가 대신했다.
| 번호 | 위치 | 선수                        | 생년월일 (나이)        | 출전 | 득점 | 소속             |
| ---- | ---- | --------------------------- | ---------------------- | ---- | ---- | ---------------- |
| 1    | GK   | 잔루이지 부폰               | 1978년 1월 28일(30세)  | 82   | 0    | 유벤투스         |
| 2    | DF   | 크리스티안 파누치           | 1973년 4월 12일(35세)  | 53   | 3    | 로마             |
| 3    | DF   | 파비오 그로소               | 1977년 11월 28일(30세) | 31   | 3    | 리옹             |
| 4    | DF   | 조르조 키엘리니             | 1984년 8월 14일(23세)  | 10   | 1    | 유벤투스         |
| 5    | DF   | 알레산드로 감베리니         | 1981년 8월 27일(26세)  | 2    | 0    | 피오렌티나       |
| 6    | DF   | 안드레아 바르찰리           | 1981년 5월 8일(27세)   | 22   | 0    | 팔레르모         |
| 7    | FW   | 알레산드로 델 피에로 (주장) | 1974년 11월 9일(33세)  | 86   | 27   | 유벤투스         |
| 8    | MF   | 젠나로 가투소               | 1978년 1월 9일(30세)   | 58   | 1    | 밀란             |
| 9    | FW   | 루카 토니                   | 1977년 5월 26일(31세)  | 34   | 15   | 바이에른 뮌헨    |
| 10   | MF   | 다니엘레 데 로시            | 1983년 7월 24일(24세)  | 33   | 4    | 로마             |
| 11   | FW   | 안토니오 디 나탈레          | 1977년 10월 13일(30세) | 18   | 7    | 우디네세         |
| 12   | FW   | 마르코 보리엘로             | 1982년 6월 18일(25세)  | 3    | 0    | 제노아           |
| 13   | MF   | 마시모 암브로시니           | 1977년 5월 29일(31세)  | 31   | 0    | 밀란             |
| 14   | GK   | 마르코 아멜리아             | 1982년 4월 2일(26세)   | 6    | 0    | 리보르노         |
| 15   | FW   | 파비오 콸리아렐라           | 1983년 1월 31일(25세)  | 8    | 3    | 우디네세         |
| 16   | MF   | 마우로 카모라네시           | 1976년 10월 4일(31세)  | 35   | 4    | 유벤투스         |
| 17   | GK   | 모르간 데 산크티스          | 1977년 3월 26일(31세)  | 2    | 0    | 세비야           |
| 18   | FW   | 안토니오 카사노             | 1982년 7월 12일(25세)  | 11   | 3    | 삼프도리아       |
| 19   | DF   | 잔루카 참브로타             | 1977년 2월 19일(31세)  | 71   | 2    | 바르셀로나       |
| 20   | MF   | 시모네 페로타               | 1977년 9월 17일(30세)  | 41   | 2    | 로마             |
| 21   | MF   | 안드레아 피를로             | 1979년 5월 19일(29세)  | 46   | 6    | 밀란             |
| 22   | MF   | 알베르토 아퀼라니           | 1984년 7월 7일(23세)   | 5    | 0    | 로마             |
| 23   | DF   | 마르코 마테라치             | 1973년 8월 19일(34세)  | 40   | 2    | 인테르나치오날레 |

### 프랑스
감독: 레몽 도메네크
| 번호 | 위치 | 선수                | 생년월일 (나이)        | 출전 | 득점 | 소속                |
| ---- | ---- | ------------------- | ---------------------- | ---- | ---- | ------------------- |
| 1    | GK   | 스테브 망당다       | 1985년 3월 28일(23세)  | 1    | 0    | 마르세유            |
| 2    | DF   | 장-알랭 붐송        | 1979년 12월 14일(28세) | 23   | 1    | 리옹                |
| 3    | DF   | 에리크 아비달       | 1979년 7월 11일(28세)  | 35   | 0    | 바르셀로나          |
| 4    | MF   | 파트리크 비에라     | 1976년 6월 23일(31세)  | 105  | 6    | 인테르나치오날레    |
| 5    | DF   | 윌리암 갈라스       | 1977년 8월 17일(30세)  | 62   | 2    | 아스널              |
| 6    | MF   | 클로드 마켈렐레     | 1973년 2월 18일(35세)  | 68   | 0    | 첼시                |
| 7    | MF   | 플로랑 말루다       | 1980년 6월 13일(27세)  | 39   | 3    | 첼시                |
| 8    | FW   | 니콜라 아넬카       | 1979년 3월 14일(29세)  | 48   | 11   | 첼시                |
| 9    | FW   | 카림 벤제마         | 1987년 12월 19일(20세) | 11   | 3    | 리옹                |
| 10   | FW   | 시드네 고부         | 1979년 6월 27일(28세)  | 32   | 7    | 리옹                |
| 11   | MF   | 사미르 나스리       | 1987년 6월 20일(20세)  | 10   | 2    | 마르세유            |
| 12   | FW   | 티에리 앙리         | 1977년 8월 17일(30세)  | 100  | 44   | 바르셀로나          |
| 13   | DF   | 파트리스 에브라     | 1981년 5월 15일(27세)  | 11   | 0    | 맨체스터 유나이티드 |
| 14   | DF   | 프랑수아 클레르크   | 1983년 4월 18일(25세)  | 12   | 0    | 리옹                |
| 15   | DF   | 릴리앙 튀람 (주장)  | 1972년 1월 1일(36세)   | 140  | 2    | 바르셀로나          |
| 16   | GK   | 세바스티앵 프레이   | 1980년 3월 18일(28세)  | 2    | 0    | 피오렌티나          |
| 17   | DF   | 세바스티앵 스킬라치 | 1980년 8월 11일(27세)  | 13   | 0    | 리옹                |
| 18   | FW   | 바페팀비 고미스     | 1985년 8월 6일(22세)   | 2    | 2    | 생테티엔            |
| 19   | DF   | 윌리 사뇰           | 1977년 3월 18일(31세)  | 56   | 0    | 바이에른 뮌헨       |
| 20   | MF   | 제레미 툴랄랑       | 1983년 9월 10일(24세)  | 13   | 0    | 리옹                |
| 21   | MF   | 라사나 디아라       | 1985년 3월 10일(23세)  | 13   | 0    | 포츠머스            |
| 22   | MF   | 프랑크 리베리       | 1983년 4월 1일(25세)   | 27   | 4    | 바이에른 뮌헨       |
| 23   | GK   | 그레고리 쿠페       | 1972년 12월 31일(35세) | 31   | 0    | 리옹                |

## D조

### 그리스
감독:  오토 레하겔
| 번호 | 위치 | 선수                     | 생년월일 (나이)        | 출전 | 득점 | 소속                      |
| ---- | ---- | ------------------------ | ---------------------- | ---- | ---- | ------------------------- |
| 1    | GK   | 안토니오스 니코폴리디스  | 1971년 10월 14일(36세) | 87   | 0    | 올림피아코스              |
| 2    | DF   | 유르카스 세이타리디스    | 1981년 6월 4일(27세)   | 56   | 1    | 아틀레티코 마드리드       |
| 3    | DF   | 흐리스토스 파차초글루    | 1979년 3월 19일(29세)  | 29   | 1    | 올림피아코스              |
| 4    | DF   | 니코스 스피로풀로스      | 1983년 10월 10일(24세) | 5    | 0    | 파나티나이코스            |
| 5    | DF   | 트라야노스 델라스        | 1976년 1월 3일(32세)   | 42   | 1    | AEK                       |
| 6    | MF   | 앙겔로스 바시나스 (주장) | 1976년 1월 3일(32세)   | 88   | 7    | 마요르카                  |
| 7    | FW   | 요르기오스 사마라스      | 1985년 2월 21일(23세)  | 18   | 3    | 맨체스터 시티             |
| 8    | MF   | 스텔리오스 얀나코풀로스  | 1974년 7월 12일(33세)  | 75   | 12   | 볼턴 원더러스             |
| 9    | FW   | 앙겔로스 하리스테아스    | 1980년 2월 9일(28세)   | 65   | 18   | 뉘른베르크                |
| 10   | MF   | 요르고스 카라구니스      | 1977년 3월 6일(31세)   | 73   | 6    | 파나티나이코스            |
| 11   | DF   | 루카스 빈트라            | 1981년 2월 5일(27세)   | 18   | 0    | 파나티나이코스            |
| 12   | GK   | 코스타스 할키아스        | 1974년 5월 30일(34세)  | 15   | 0    | 아리스                    |
| 13   | GK   | 알렉산드로스 초르바스    | 1982년 8월 12일(25세)  | 0    | 0    | OFI                       |
| 14   | FW   | 디미트리스 살핑기디스    | 1981년 8월 10일(26세)  | 21   | 1    | 파나티나이코스            |
| 15   | DF   | 바실리스 토로시디스      | 1985년 6월 10일(22세)  | 13   | 0    | 올림피아코스              |
| 16   | DF   | 소티리오스 키르기아코스  | 1979년 7월 23일(28세)  | 38   | 4    | 아인트라흐트 프랑크푸르트 |
| 17   | FW   | 테오파니스 게카스        | 1980년 5월 23일(28세)  | 27   | 6    | 레버쿠젠                  |
| 18   | DF   | 야니스 구마스            | 1975년 5월 24일(33세)  | 45   | 0    | 파나티나이코스            |
| 19   | DF   | 파라스케바스 안차스      | 1976년 8월 18일(31세)  | 24   | 0    | 올림피아코스              |
| 20   | FW   | 요안니스 아마나티디스    | 1981년 12월 3일(26세)  | 26   | 3    | 아인트라흐트 프랑크푸르트 |
| 21   | MF   | 코스타스 카추라니스      | 1979년 6월 26일(28세)  | 49   | 6    | 벤피카                    |
| 22   | MF   | 알렉산드로스 치올리스    | 1985년 2월 13일(23세)  | 8    | 0    | 파나티나이코스            |
| 23   | FW   | 니코스 리베로풀로스      | 1975년 8월 4일(32세)   | 59   | 13   | AEK                       |

### 러시아
감독:  휘스 히딩크
파벨 포그레브냐크는 부상에서 재활하지 못해 선수 명단에서 제외되어, 6월 7일에 올레크 이바노프가 대신했다.
| 번호 | 위치 | 선수                    | 생년월일 (나이)        | 출전 | 득점 | 소속                     |
| ---- | ---- | ----------------------- | ---------------------- | ---- | ---- | ------------------------ |
| 1    | GK   | 이고리 아킨페예프       | 1986년 4월 8일(22세)   | 20   | 0    | CSKA 모스크바            |
| 2    | DF   | 바실리 베레주츠키       | 1982년 6월 20일(25세)  | 29   | 1    | CSKA 모스크바            |
| 3    | DF   | 레나트 얀바예프         | 1984년 4월 7일(24세)   | 2    | 0    | 로코모티프 모스크바      |
| 4    | DF   | 세르게이 이그나셰비치   | 1979년 7월 14일(28세)  | 37   | 3    | CSKA 모스크바            |
| 5    | DF   | 알렉세이 베레주츠키     | 1982년 6월 20일(25세)  | 32   | 0    | CSKA 모스크바            |
| 6    | FW   | 로만 아다모프           | 1982년 6월 21일(25세)  | 2    | 0    | 모스크바                 |
| 7    | MF   | 드미트리 토르빈스키     | 1984년 4월 28일(24세)  | 11   | 1    | 로코모티프 모스크바      |
| 8    | DF   | 데니스 콜로딘           | 1982년 1월 11일(26세)  | 13   | 0    | 디나모 모스크바          |
| 9    | FW   | 이반 사엔코             | 1983년 10월 17일(24세) | 7    | 0    | 뉘른베르크               |
| 10   | MF   | 안드레이 아르샤빈       | 1981년 5월 29일(27세)  | 34   | 11   | 제니트                   |
| 11   | MF   | 세르게이 세마크 (주장)  | 1976년 2월 27일(32세)  | 46   | 4    | 루빈 카잔                |
| 12   | GK   | 블라디미르 가불로프     | 1983년 10월 19일(24세) | 5    | 0    | 디나모 모스크바          |
| 13   | MF   | 올레크 이바노프         | 1986년 8월 4일(21세)   | 0    | 0    | 크릴리야 소베토프 사마라 |
| 14   | DF   | 로만 시로코프           | 1981년 7월 6일(26세)   | 4    | 0    | 제니트                   |
| 15   | MF   | 디니야르 빌랼레트디노프 | 1985년 2월 27일(23세)  | 23   | 2    | 로코모티프 모스크바      |
| 16   | GK   | 뱌체슬라프 말라페예프   | 1979년 3월 4일(29세)   | 16   | 0    | 제니트                   |
| 17   | MF   | 콘스탄틴 지랴노프       | 1977년 10월 5일(30세)  | 12   | 2    | 제니트                   |
| 18   | MF   | 유리 지르코프           | 1983년 8월 20일(24세)  | 19   | 0    | CSKA 모스크바            |
| 19   | FW   | 로만 파블류첸코         | 1981년 12월 15일(26세) | 17   | 6    | 스파르타크 모스크바      |
| 20   | MF   | 이고리 셈쇼프           | 1978년 4월 6일(30세)   | 27   | 0    | 디나모 모스크바          |
| 21   | FW   | 드미트리 시초프         | 1983년 10월 26일(24세) | 41   | 15   | 로코모티프 모스크바      |
| 22   | DF   | 알렉산드르 아뉴코프     | 1982년 9월 28일(25세)  | 32   | 1    | 제니트                   |
| 23   | MF   | 블라디미르 비스트로프   | 1984년 1월 31일(24세)  | 20   | 4    | 스파르타크 모스크바      |

### 스웨덴
감독: 라르스 라예르베크
| 번호 | 위치 | 선수                     | 생년월일 (나이)        | 출전 | 득점 | 소속                 |
| ---- | ---- | ------------------------ | ---------------------- | ---- | ---- | -------------------- |
| 1    | GK   | 안드레아스 이삭손        | 1981년 10월 3일(26세)  | 56   | 0    | 맨체스터 시티        |
| 2    | DF   | 미카엘 닐손              | 1978년 6월 24일(29세)  | 47   | 3    | 파나티나이코스       |
| 3    | DF   | 올로프 멜베리            | 1977년 9월 3일(30세)   | 82   | 4    | 애스턴 빌라          |
| 4    | DF   | 페테르 한손              | 1976년 12월 14일(31세) | 32   | 1    | 렌                   |
| 5    | DF   | 프레드리크 스토르        | 1984년 2월 28일(24세)  | 5    | 0    | 로센보르그           |
| 6    | MF   | 토비아스 린데로트        | 1979년 4월 21일(29세)  | 75   | 2    | 갈라타사라이         |
| 7    | MF   | 니클라스 알렉산데르손    | 1971년 12월 19일(36세) | 108  | 7    | 예테보리             |
| 8    | MF   | 안데르스 스벤손          | 1976년 7월 17일(31세)  | 90   | 15   | 함마르뷔             |
| 9    | MF   | 프레드리크 융베리 (주장) | 1977년 4월 16일(31세)  | 72   | 14   | 웨스트 햄 유나이티드 |
| 10   | FW   | 즐라탄 이브라히모비치    | 1981년 10월 3일(26세)  | 50   | 18   | 인테르나치오날레     |
| 11   | FW   | 요한 엘만데르            | 1981년 5월 27일(27세)  | 35   | 11   | 툴루즈               |
| 12   | GK   | 라미 샤반                | 1975년 6월 30일(32세)  | 16   | 0    | 함마르뷔             |
| 13   | GK   | 요한 빌란드              | 1981년 1월 24일(27세)  | 3    | 0    | 엘프스보리           |
| 14   | DF   | 다니엘 마이스토로비치    | 1977년 4월 5일(31세)   | 15   | 1    | 바젤                 |
| 15   | DF   | 안드레아스 그랑퀴스트    | 1985년 4월 16일(23세)  | 3    | 0    | 위건 애슬레틱        |
| 16   | MF   | 킴 셸스트룀              | 1982년 8월 24일(25세)  | 55   | 8    | 리옹                 |
| 17   | FW   | 헨리크 라르손            | 1971년 9월 20일(36세)  | 95   | 36   | 헬싱보리             |
| 18   | MF   | 세바스티안 라르손        | 1985년 6월 6일(23세)   | 4    | 0    | 버밍엄 시티          |
| 19   | MF   | 다니엘 안데르손          | 1977년 8월 28일(30세)  | 62   | 0    | 말뫼                 |
| 20   | FW   | 마르쿠스 알베크          | 1973년 7월 5일(34세)   | 73   | 30   | 쾨벤하운             |
| 21   | MF   | 크리스티안 빌헬름손      | 1979년 12월 8일(28세)  | 51   | 4    | 낭트                 |
| 22   | FW   | 마르쿠스 로센베리        | 1982년 9월 27일(25세)  | 21   | 6    | 베르더 브레멘        |
| 23   | DF   | 미카엘 도르신            | 1981년 10월 6일(26세)  | 12   | 0    | 클루지               |

### 스페인
감독: 루이스 아라고네스
| 번호 | 위치 | 선수                   | 생년월일 (나이)        | 출전 | 득점 | 소속          |
| ---- | ---- | ---------------------- | ---------------------- | ---- | ---- | ------------- |
| 1    | GK   | 이케르 카시야스 (주장) | 1981년 5월 20일(27세)  | 77   | 0    | 레알 마드리드 |
| 2    | DF   | 라울 알비올            | 1985년 9월 4일(22세)   | 4    | 0    | 발렌시아      |
| 3    | DF   | 페르난도 나바로        | 1982년 6월 25일(25세)  | 1    | 0    | 마요르카      |
| 4    | DF   | 카를로스 마르체나      | 1979년 7월 31일(28세)  | 42   | 2    | 발렌시아      |
| 5    | DF   | 카를레스 푸욜          | 1978년 4월 13일(30세)  | 61   | 1    | 바르셀로나    |
| 6    | MF   | 안드레스 이니에스타    | 1984년 5월 11일(24세)  | 23   | 5    | 바르셀로나    |
| 7    | FW   | 다비드 비야            | 1981년 12월 3일(26세)  | 31   | 14   | 발렌시아      |
| 8    | MF   | 차비                   | 1980년 1월 25일(28세)  | 58   | 6    | 바르셀로나    |
| 9    | FW   | 페르난도 토레스        | 1984년 3월 20일(24세)  | 49   | 15   | 리버풀        |
| 10   | MF   | 세스크 파브레가스      | 1987년 5월 4일(21세)   | 26   | 0    | 아스널        |
| 11   | DF   | 호안 캅데빌라          | 1978년 2월 3일(30세)   | 18   | 3    | 비야레알      |
| 12   | MF   | 산티 카소를라          | 1984년 12월 13일(23세) | 2    | 0    | 비야레알      |
| 13   | GK   | 안드레스 팔로프        | 1973년 10월 22일(34세) | 0    | 0    | 세비야        |
| 14   | MF   | 샤비 알론소            | 1981년 11월 25일(26세) | 43   | 1    | 리버풀        |
| 15   | DF   | 세르히오 라모스        | 1986년 3월 30일(22세)  | 34   | 4    | 레알 마드리드 |
| 16   | FW   | 세르히오 가르시아      | 1983년 6월 9일(24세)   | 1    | 0    | 사라고사      |
| 17   | FW   | 다니엘 귀사            | 1980년 8월 17일(27세)  | 4    | 0    | 마요르카      |
| 18   | DF   | 알바로 아르벨로아      | 1983년 1월 17일(25세)  | 2    | 0    | 리버풀        |
| 19   | MF   | 마르코스 세나          | 1976년 7월 17일(31세)  | 11   | 0    | 비야레알      |
| 20   | DF   | 후아니토               | 1976년 7월 23일(31세)  | 23   | 2    | 베티스        |
| 21   | MF   | 다비드 실바            | 1986년 1월 8일(22세)   | 14   | 2    | 발렌시아      |
| 22   | MF   | 루벤 데 라 레드        | 1985년 6월 5일(23세)   | 2    | 0    | 헤타페        |
| 23   | GK   | 페페 레이나            | 1982년 8월 31일(25세)  | 9    | 0    | 리버풀        |

## 소속에 따른 선수 분류
구단별
| 선수 | 구단 |
| ---- | --- |
| 11   | 리옹 |
| 9    | 바이에른 뮌헨, 갈라타사라이 |
| 8    | 바르셀로나, 첼시, 파나티나이코스                                                                                                |
| 7    | 아스널, 레알 마드리드, 잘츠부르크, 베르더 브레멘                                                                                |
| 6    | 페네르바흐체, 함부르크, 로코모티프 모스크바, 포르투, 스테아우아 부쿠레슈티                                                      |
| 5    | CSKA 모스크바, 유벤투스, 리버풀, 밀란, 뉘른베르크, 올림피아코스, 라피트 빈, 스파르타크 모스크바, 슈투트가르트, 발렌시아, 제니트 |

구단 국적별
| 선수 | 구단 국적                                  |
| ---- | ------------------------------------------ |
| 55   | 독일                                       |
| 45   | 잉글랜드                                   |
| 39   | 스페인                                     |
| 36   | 이탈리아                                   |
| 30   | 러시아                                     |
| 26   | 프랑스                                     |
| 20   | 그리스                                     |
| 18   | 오스트리아                                 |
| 17   | 튀르키예                                   |
| 14   | 포르투갈, 루마니아                         |
| 10   | 네덜란드, 폴란드                           |
| 7    | 스위스                                     |
| 6    | 스웨덴                                     |
| 4    | 벨기에                                     |
| 3    | 크로아티아, 덴마크, 스코틀랜드, 우크라이나 |
| 2    | 체코, 노르웨이                             |
| 1    | 불가리아                                   |

기울인 글씨로 쓰인 국가들은 해당 국가의 대표팀이 본선에 진출하지 못한 국가들이다.
자국 리그 소속 선수 수
| 국가       | 자국 리그 소속 선수 수 |
| ---------- | ---------------------- |
| 그리스     | 14                     |
| 네덜란드   | 9                      |
| 독일       | 19                     |
| 러시아     | 22                     |
| 루마니아   | 12                     |
| 스웨덴     | 6                      |
| 스위스     | 6                      |
| 스페인     | 18                     |
| 오스트리아 | 15                     |
| 이탈리아   | 19                     |
| 체코       | 2                      |
| 크로아티아 | 3                      |
| 튀르키예   | 16                     |
| 포르투갈   | 12                     |
| 폴란드     | 10                     |
| 프랑스     | 10                     |

## 참고
1. ↑  엘딘 야쿠포비치는 그라스호퍼에 임대를 갔다.
2. ↑  밀란 바로시는 포츠머스에 임대를 갔다.
3. ↑  토마시 시보크는 스파르타 프라하에 임대를 갔었고 대회 종료 후 베식타시에 입단하였다.
4. ↑  루돌프 스카첼은 헤르타 베를린에 임대를 갔다.
5. ↑  토마시 우이팔루시는 대회 종료 후 아틀레티코 마드리드에 입단하였다.
6. ↑  다비트 로제날은 라치오에 임대를 갔다.
7. ↑  튀메르 메틴은 AEL로 2007-08 시즌에 임대를 갔었다.
8. ↑  엠레 아시으크는 앙카라스포르에 임대를 갔다.
9. ↑  조제 보싱와는 대회 종료 후 첼시에 입단하였다.
10. ↑  페르난두 메이라는 대회 종료 후 갈라타사라이에 입단하였다.
11. ↑  조르즈 히베이루는 대회 종료 후 벤피카에 입단하였다.
12. ↑  엘데르 포스티가는 파나티나이코스에 임대를 갔었고, 대회 종료 후 스포르팅 리스본에 입단하였다.
13. ↑  옌스 레만은 대회 종료 후 슈투트가르트에 입단하였다.
14. ↑  팀 보로프스키는 대회 종료 후 바이에른 뮌헨에 입단하였다.
15. ↑  안드레아스 이반시츠는 파나티나이코스에 임대를 갔다.
16. ↑  위미트 코르크마즈는 대회 종료 후 아인트라흐트 프랑크푸르트에 입단하였다.
17. ↑  로날트 게르찰리우는 아우스트리아 빈에 임대를 갔다.
18. ↑  제바스티안 프뢰들은 대회 종료 후 베르더 브레멘에 입단하였다.
19. ↑  마르틴 히덴은 아우스트리아 케른텐에 임대를 갔다.
20. ↑  라마잔 외즈잔은 호펜하임에 임대를 갔고 대회 종료 후 정식 입단하였다.
21. ↑  오그넨 부코예비치는 대회 종료 후 디나모 키이우에 입단하였다.
22. ↑  루카 모드리치는 대회 종료 후 토트넘 홋스퍼에 입단하였다.
23. ↑  욘 헤이팅아는 대회 종료 후 아틀레티코 마드리드에 입단하였다.
24. ↑  할리드 불라루즈는 세비야에 임대를 갔다.
25. ↑  슈테판 라두는 라치오에 임대를 갔다.
26. ↑  안드레아 바르찰리는 대회 종료 후 볼프스부르크에 입단하였다.
27. ↑  마르코 보리엘로는 대회 종료 후 밀란에 입단하였다.
28. ↑  마르코 아멜리아는 대회 종료 후 팔레르모에 입단하였다.
29. ↑  잔루카 참브로타는 대회 종료 후 밀란에 입단하였다.
30. ↑  요르기오스 사마라스는 셀틱에 임대를 갔다.
31. ↑  코스타스 할키아스는 대회 종료 후 PAOK에 입단하였다.
32. ↑  올로프 멜베리는 대회 종료 후 유벤투스에 입단하였다.
33. ↑  다니엘 마이스토로비치는 대회 종료 후 AEK에 입단하였다.
34. ↑  안드레아스 그랑퀴스트는 헬싱보리에 임대를 갔다.
35. ↑  마르쿠스 알베크는대회 종료 후 외리뤼테에 입단하였다.
36. ↑  크리스티안 빌헬름손은 데포르티보에 임대를 갔다.
37. ↑  루벤 데 라 레드는 대회 종료 후 레알 마드리드에 입단하였다.